# San Vicente de Chucurí
San Vicente de Chucurí – miasto w Kolumbii, w departamencie Santander.